# Biblia políglota complutense
La Biblia políglota complutense es el nombre que recibe la primera edición políglota de una Biblia completa. Iniciada y financiada por el cardenal Francisco Jiménez de Cisneros (1436-1517), e impresa por Arnao Guillén de Brocar, incluye las primeras ediciones del Nuevo Testamento en griego, la Septuaginta y el Targum Onkelos. De las 600 copias publicadas, solo se sabe de la supervivencia de 123.

## Historia
El nacimiento de la imprenta en la década de 1450 se aprovechó enseguida para la publicación de la Biblia. Con grandes gastos personales, el cardenal Cisneros compró muchos manuscritos e invitó a los mejores teólogos de la época para trabajar sobre la ambiciosa tarea de compilar una enorme y completa Biblia políglota para «reavivar el decaído estudio de las Sagradas Escrituras». Los estudiosos se encontraron en Alcalá de Henares (en latín, Complutum), en la universidad fundada por Cisneros, la Complutense. Los trabajos comenzaron en 1502 bajo la dirección de Diego López de Zúñiga y se continuaron durante 15 años.
Tanto los traductores como los estudiosos precisaban de una Biblia en los idiomas originales y una traducción latina mejorada. Así que en 1502 el cardenal Jiménez de Cisneros, político y consejero espiritual de la reina Isabel I de Castilla, decidió satisfacer estas necesidades con una sola publicación. Esta histórica herramienta de traducción llegó a conocerse como la Políglota complutense. Cisneros aspiraba a lograr una Biblia políglota, o plurilingüe, que contara con el mejor texto hebreo, griego y latín, incluidas algunas partes en arameo. En ella participaron, entre otros, los conversos Alonso de Alcalá, Pablo Coronel y Alfonso de Zamora, que se encargarían de la parte hebrea y aramea. La parte griega la trabajaron el cretense Demetrio Ducas y Hernán Núñez de Toledo (el Pinciano). Antonio de Nebrija recibió el encargo de revisar la Vulgata, texto latino de San Jerónimo, pero pronto abandonó la tarea por defender un criterio de reconstrucción textual contrario al escrupuloso respeto a los manuscritos antiguos que exigía el Cardenal Cisneros. En todo caso, dado que el arte de la impresión se hallaba en sus inicios, marcaría un hito en su historia la consecución de esta empresa.
El Nuevo Testamento se completó e imprimió en 1514, pero su publicación se retrasó mientras se trabajaba en el Antiguo Testamento, para que se pudiera publicar ambas partes juntas como una sola obra. Entretanto, rumores del trabajo de la Complutense llegaron hasta Erasmo en Róterdam, que produjo y editó su propia edición del Nuevo Testamento en griego. Erasmo obtuvo un privilegio exclusivo de 4 años de publicación del emperador Maximiliano I de Habsburgo y del papa León X en 1516. El texto de Erasmo fue conocido como el Textus Receptus y ediciones posteriores sirvieron de base del Nuevo Testamento de la Biblia del Rey Jacobo.
El Antiguo Testamento Complutense se imprimió entre enero de 1514 y julio de 1517, pero debido al privilegio exclusivo de Erasmo, la distribución de la Complutense se retrasó hasta que el papa León X la sancionó en 1520. Se cree que no fue ampliamente distribuida hasta 1522. El cardenal Cisneros murió en noviembre de 1517, cuatro meses después de terminada la Biblia, y nunca la vio publicada.

## Contenido

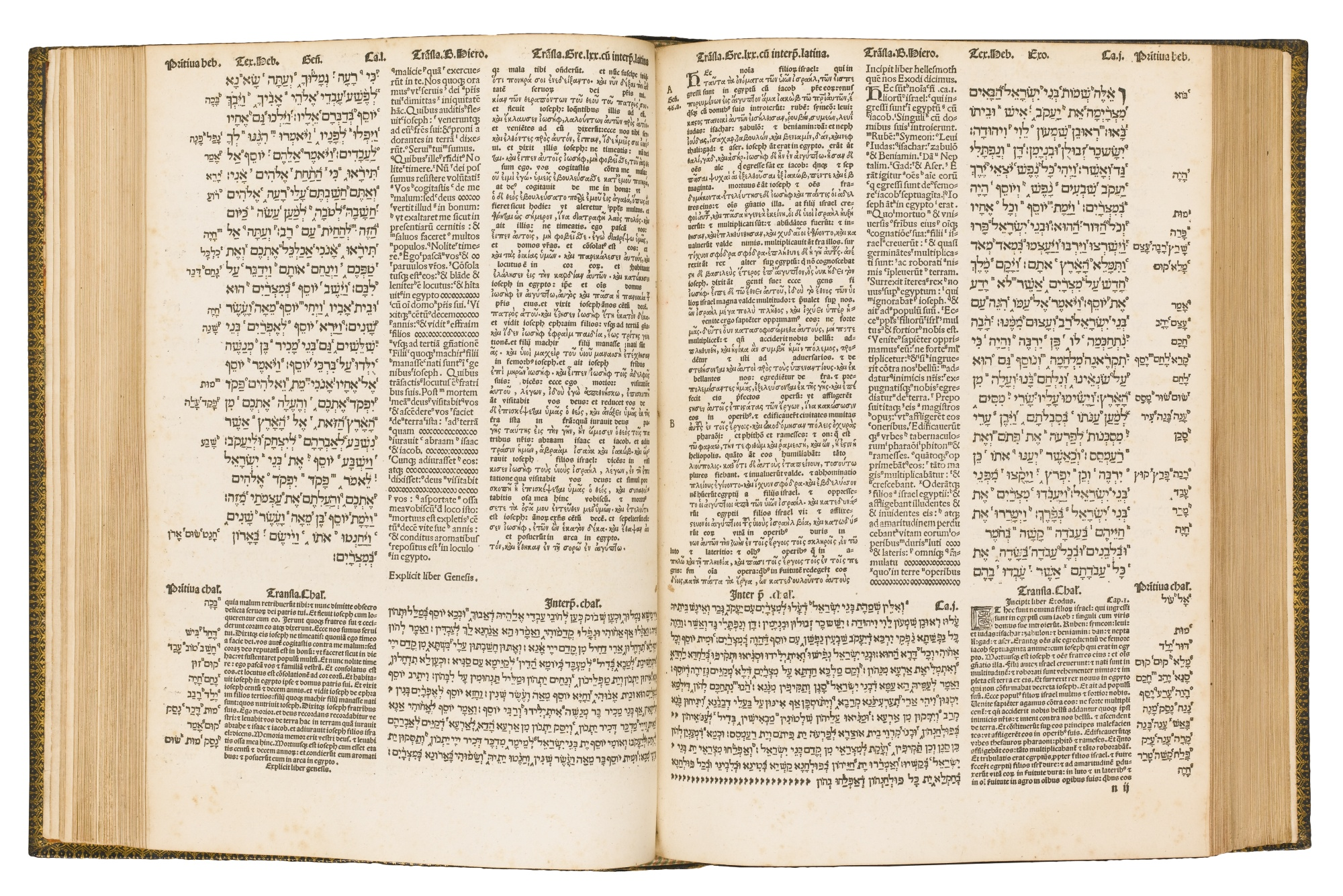
Biblia políglota o plurilingüe: hebreo, griego, latín y arameo.

La Biblia políglota complutense fue publicada en seis volúmenes. Los primeros cuatro volúmenes contienen el Antiguo Testamento. Cada página está dividida en tres columnas paralelas de texto: en hebreo la exterior, la Vulgata latina en el medio y la Septuaginta griega en el interior. En cada página del Pentateuco, se añade el texto arameo (el Targum Onkelos) y su propia traducción al latín en la parte inferior de la página.
La versión de San Jerónimo del Antiguo Testamento (Vulgata) se colocó entre las versiones griega y hebrea, así la sinagoga y la Iglesia de oriente, como lo explica el prefacio, están colocadas como ladrones a los dos lados de Jesús (es decir, la Iglesia romana). 
El quinto volumen contiene las Escrituras Griegas dispuestas en dos columnas: una con el texto griego y la otra con su equivalente en latín, tomado de la Vulgata. Ambos textos están vinculados entre sí mediante letras voladitas que remiten al lector a la palabra equivalente de cada columna. El texto griego de la Políglota fue el primer “Nuevo Testamento” en imprimirse de la historia, seguido poco después por la edición que preparó Erasmo.
Se puso tanto esmero en la corrección del quinto volumen, que solo se han hallado 50 erratas, lo que ha impulsado a los críticos modernos a considerarlo superior al célebre texto griego de Erasmo. Los elegantes caracteres griegos están a la altura de la primorosa belleza de los más antiguos manuscritos unciales. En el libro The Printing of Greek in the Fifteenth Century (La impresión en griego en el siglo XV), R. Proctor afirma: “Pertenece a España el honor de haber producido en el primer intento lo que sin duda es el más delicado tipo griego jamás grabado”.
El sexto volumen de la Políglota encierra, entre otros elementos para el estudio de la Biblia, un diccionario hebreo y arameo, interpretaciones de los nombres hebreos, arameos y griegos, una gramática hebrea y un índice latino para el diccionario. No es de extrañar que se haya calificado a la Políglota complutense de “monumento del arte tipográfico y de la ciencia escritural”.
El tipo de letra creado para la Complutense por Arnao Guillén de Brocar ha sido considerada por tipógrafos como Robert Proctor como la cima del desarrollo tipográfico de la edición primitiva, antes de que el manuscrito de Aldus Manutius sobre tipografía dominara el mercado los siguientes dos siglos. Proctor basó su tipo Otter Greek de 1903 en la Complutense; el tipo GFS Complutensian Greek de la Greek Font Society también está basada en la Complutense.

## Reproducciones
Un facsímil a tamaño folio fue publicado en Valencia entre 1984 y 1987. Se ha reproducido tomando como base para los textos de la Biblia (volúmenes 1 a 5) el ejemplar que está en poder de la Compañía de Jesús en Roma; para la reproducción del raro volumen sexto con los diccionarios se tomó el ejemplar de la biblioteca de la universidad de Madrid.